# Eastonia rugosa
Eastonia rugosa (synoniem: Standella rugosa) is een mariene schelpensoort.

## Beschrijving

### Schelpkenmerken
De stevige schelp is zwak ongelijkzijdig, breed ovaal met een iets voor het midden gelegen stompe umbo. De achterzijde is wat spitser dan de voorzijde, de onderzijde regelmatig afgerond.
De sculptuur bestaat uit onregelmatige radiale ribjes die van elkaar gescheiden zijn door een variabele tussenribsruimte. De ribjes ontbreken aan voor- en achterzijde van de schelp. Er is, afgezien van onregelmatige groeilijnen, vrijwel geen concentrische sculptuur.
Aan de binnenzijde is de onderrand gecrenuleerd. Er zijn twee grote spierindruksels waartussen een duidelijke mantellijn loopt. In de mantellijn zit aan de achterzijde een brede en diepe mantelbocht die tot ongeveer halverwege de schelplengte reikt.
Het slot is heterodont met cardinale en zeer korte laterale tanden. Er is een diep zeer opvallend resilium.
De schelpen hebben een witte tot roze kleur.

Jeugdig

### Afmetingen
- Lengte: tot 60 mm
- Hoogte: tot 45 mm.

### Habitat en levenswijze
De soort leeft in zand- en modderbodems bij waterdiepten tussen 0,5 en 35 meter. De dieren filteren het voedsel (plankton) uit het zeewater.

### Areaal
Eastonia rugosa komt voor in de westelijke Middellandse Zee en in de Atlantische Oceaan van Portugal tot Dakar (West-Afrika).

### Fossiel voorkomen
Eastonia rugosa is uit het Noordzeebekken alleen fossiel uit het Laat Pleistoceen, waarschijnlijk het Eemien, bekend. In Nederland zijn enkele strandvondsten bekend en in Engeland is de soort bekend uit laat pleistocene afzettingen bij Bracklesham.
Buiten het Noordzeebekken is Eastonia rugosa bekend uit miocene afzettingen in het Loirebekken, pliocene afzettingen in Piëmont in Italië en uit het Zanclien van Lanzarote.

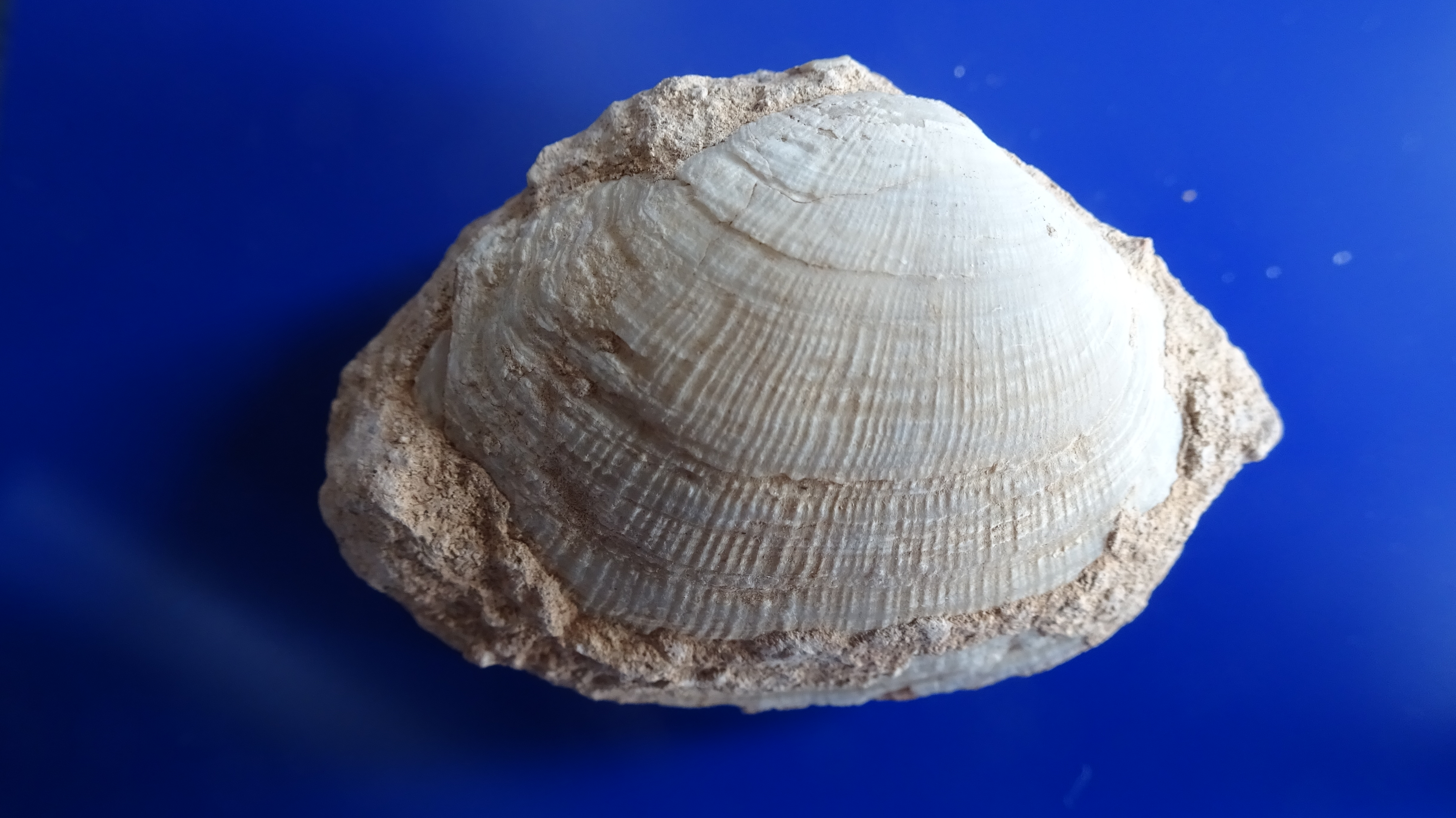
Eastonia rugosa uit het Zanclien van Lanzarote